# Паше, Франсуа
Франсуа́ Паше́ (фр. François Pache; 1 июня 1932 года) — фигурист из Швейцарии, шестикратный чемпион Швейцарии 1951, 1952, 1954, 1956, 1958 и 1962 годов в мужском одиночном катании, участник Олимпиад 1952 и 1956 годов.

## Спортивные достижения
| Соревнования/Сезоны  | 1951 | 1952 | 1953 | 1954 | 1955 | 1956 | 1957 | 1958 | 1959 | 1960 | 1961 | 1962 |
| -------------------- | ---- | ---- | ---- | ---- | ---- | ---- | ---- | ---- | ---- | ---- | ---- | ---- |
| Зимние Олимпиады     |      | 9    |      |      |      | 11   |      |      |      |      |      |      |
| Чемпионаты мира      |      | 11   |      |      |      | 10   |      | 18   |      |      |      |      |
| Чемпионаты Европы    | 6    |      |      | 9    |      | 7    |      | 13   | 11   | 13   |      |      |
| Чемпионаты Швейцарии | 1    | 1    |      | 1    |      | 1    |      | 1    |      |      |      | 1    |